# Refugi de la Basseta
El refugi o Xalet de la Basseta és un refugi-xalet de muntanya a 1.720 m d'altitud del municipi de Montferrer i Castellbò (Alt Urgell) i situat al pla de la Basseta, al nord de Sant Joan de l'Erm Nou.
Construït a finals dels anys 60 i inaugurat al juny de 1968, disposa actualment de bar amb sala d'estar i llar de foc, restaurant, telèfon públic, serveis, dutxes, i 79 places d'allotjament, distribuïdes en habitacions de 4-6 places o en dormitori comunitari. En la temporada hivernal, dona servei a l'estació d'esquí de fons de Sant Joan de l'Erm amb lloguer de material, escola d'esquí. A l'estiu ofereix lloguer de bicicletes de muntanya.